# Junior l'aventurier

Junior l'aventurier est une série de bande dessinée.
- Scénario, dessins et couleurs : Mikaël

## Synopsis
Junior est un petit garçon anglais qui habite Londres à la fin du XIXe siècle. Il accompagne son père archéologue aux quatre coins du monde, ce qui l'entraîne à chaque fois dans d'extraordinaires aventures.

## Albums
- Tome 1 : Savane, le mystère des Atikas (2001)
- Tome 2 : Loch Ness, l'étrange Rencontre (2002)
- Tome 3 : Pirates, les prisonniers de Mou'a Nui (2003)
- Tome 4 : Pérou, le secret des Nazcas (2005)
- Tome 5 : Chine, le réveil de l'Empereur (2006)
- Tome 6 : Antarctique, le dernier secret (2009)

## Publication

### Éditeurs
- Éditions P'tit Louis : Tomes 1 à 6 (première édition des tomes 1 à 6).